# Athis-de-l'Orne
Athis-de-l'Orne är en kommun i departementet Orne i regionen Normandie i nordvästra Frankrike. Kommunen ligger i kantonen Athis-de-l'Orne som tillhör arrondissementet Argentan. År 2018 hade Athis-de-l'Orne 2 525 invånare.

## Befolkningsutveckling
Antalet invånare i kommunen Athis-de-l'Orne
| Referens: INSEE |